# Los Seixos (Torallola)
Los Seixos és un indret del terme municipal de Conca de Dalt, a l'antic terme d'Hortoneda de la Conca, al Pallars Jussà, en territori que havia estat del poble de Torallola.
El lloc és al sud-oest de Torallola i al nord-est de Sensui, entre el barranc de Santa Cecília, a llevant, i el barranc de Vilanova, a ponent.

## Etimologia
Segons Joan Coromines, un sas o un seix és un planell allargat en forma de terrassa, no àrida ni fèrtil, sovint amb conreus magres i coberta de matolls, que sovint solia estar plantat de vinya. Procedeix d'un ètim preromà, sasso-, emparentat amb una arrel indoeuropea, sasio-, que apareix associada al color gris.